# نمل محارب
النمل المحارب أو النمل الفيلقي أو النمل الزاحف أو دِرْلين (الاسم العلمي:Dorylus) هو جنس من النمل يتبع القبيلة النملاوية المحاربة من أسرة النملاوات المحاربة.

## أنواع النمل المحارب
- نمل محارب غريبودوي
- نمل محارب أثيوبي
- نمل محارب أسود الرأس
- نمل محارب أسود
- نمل محارب أصفر رمادي
- نمل محارب مصفر
- نمل محارب مختلف
- نمل محارب بكويرتي
- نمل محارب جبلي
- نمل محارب ستانلي
- نمل محارب شاذ
- نمل محارب شرقي
- نمل محارب شفوي
- نمل محارب محمر
- نمل محارب ضخم
- نمل محارب قصير
- نمل محارب كونغولي
- نمل محارب متشعب
- نمل محارب متقارب
- نمل محارب مدبب
- نمل محارب مسود
- نمل محارب مهدب
- نمل محارب ناعم
- نمل محارب رقيق